# Пересадка голови
Пересадка голови (також пересадження голови або трансплантація голови) — хірургічна операція з щепленням голови організму на тіло іншого організму. Пересадку голови не слід плутати з іншою, гіпотетичною, хірургічною операцією — пересадкою мозку. Пересадка голови має етап обезголовлювання пацієнта. Хоча ця процедура була успішно виконана на собаках, мавпах та пацюках, наразі не відомо про жодну людину, яка пережила таку операцію.
Оскільки технології, необхідні для з'єднання розірваного спинного мозку, досі не розроблено, суб'єкт пересадки голови стане паралізованим. Цю методику було запропоновано як, можливо, корисну для людей, які вже паралізовані, і які на додаток також мають широко поширену органну недостатність, що інакше вимагає багато різних і складних трансплантаційних оперативних втручань. Квадріплегія також може бути прийнятним варіантом для невиліковно хворих. На цей час немає єдиного узгодженого етичного консенсусу щодо такої процедури.

## Історія

### Експерименти Чарльза Гатрі
21 травня 1908 року американському фізіологові Чарльзу Клоду Гатрі вперше у світі вдалося пересадити голову одного собаки на тіло іншого. Гатрі поєднав артерії таким чином, щоб кров цілого собаки текла через голову обезголовленого собаки, а потім поверталася і йшла через голову цілого собаки. У книзі Гатрі «Хірургічні операції на кровоносних судинах і їх застосування» міститься фотографія цього двоголового собаки. Друга голова була пришита до основи шиї цілого собаки, причому розташовувалася вона в перевернутому вигляді, щелепою вгору. З моменту обезголовлювання до відновлення кровообігу в голові пройшло 20 хвилин. Гатрі зафіксував деякі примітивні рухи і рефлекси пришитої голови: звуження зіниць, посмикування ніздрів і рухи язика.

### Експерименти Володимира Деміхова
Домогтися повного функціонування другої голови собаки вдалося тільки в 1950-х роках у ході експериментів радянського трансплантолога Володимира Деміхова. Йому вдалося значно скоротити час перебування відрубаної голови без кисню завдяки використанню спеціальної «машини, яка зшиває кровоносні судини». Всього Деміховим було пересаджено 20 голів щенят на тіла дорослих собак. Насправді разом із головою переносились відразу передні кінцівки, легені і стравохід, який спорожнявся назовні. Отримані двоголові істоти жили від двох до шести днів і лише в одному випадку собаці вдалося прожити 29 днів.
Експерименти Деміхова та інших вчених справили великий вплив на всю трансплантологію. Так, в 1950-60-х роках у США доктори Норман Шамвей (Стенфордський університет) та Річард Лоуер (Медичний коледж Вірджинії) провели безліч операцій з пересадки серця у собак. Пересадка серця людині була вперше проведена Крістіаном Барнардом у 1967 році.

### Експерименти Серджіо Канаверо
У 2013 році італійський нейрохірург Серджіо Канаверо, директор Туринської передової групи нейромодуляції, оголосив про планування першої пересадки людської голови. Канаверо стверджує, що при використанні ф'юзогенів (речовина для злиття клітин) існує можливість успішного з'єднання розрізаного спинного мозку. Проект, названий Head Anastomosis Venture with Cord Fusion (HEAVEN / HEMINI), був анонсований у липні 2013 року.
Канаверо припускав, що для такої операції знадобиться команда з сотні хірургів і близько 36 годин для її завершення. Оцінна вартість операції — 12,8 мільйона доларів.
Нейрохірург виступав з обґрунтуванням свого проєкту на конференції TEDx. Також він написав книгу «Head Transplantation: and the Quest for Immortality» для покриття вартості операції. Добровольцем для пересадки голови став 30-річний програміст Валерій Спиридонов, у якого спінальна м'язова атрофія. Операція планувалася на грудень 2017 року. В експериментах з пересадки голови використовується відома розробка радянського професора Фелікса Белоярцева — кровозамінник перфторан, відомий під назвою «блакитна кров».
У 2016 році Канаверо вдалося вперше у світі успішно провести операцію з пересадки голови. В Інтернеті він опублікував відео, де показані всі стадії відновлення миші і собаки після операції. Уточнюється, що тварини пережили повний перелом хребта — його відновлення багато років було головною перешкодою для трансплантації. У своїй роботі він вводив в уражені ділянки спинного мозку тварин поліетиленгліколь, який, за деякими дослідженнями, сприяє прискореному відновленню зв'язків між нейронами.
У листопаді 2017 року було оголошено, що в Китаї командою Медичного університету Харбіна під керівництвом Серджіо Канаверо успішно пройшла перша в світі трансплантація мертвої людської голови на труп. Операція з пересадки тривала 18 годин, медикам вдалося успішно поєднати хребет, нерви і кровоносні судини.
25 грудня 2017 року в Китаї Канаверо заявив, що проведе операцію з пересадки голови живої людини, громадянина Китаю, бо саме ця країна підтримала дослідження вченого. Кандидат на трансплантацію голови Валерій Спиридонов відмовився від операції мотивуючи це тим, що нейрохірург Серджіо Канаверо не дав йому гарантії на успішне завершення трансплатації.
Наразі невідомо про дату проведення операції на живому реципієнті.